# Atsuji Miyahara
Atsuji Miyahara (jap. 宮原厚次 Miyahara Atsuji; ur. 20 grudnia 1958 w Ōsumi, Kagoshima) – japoński zapaśnik w stylu klasycznym. Dwukrotny medalista olimpijski. Złoto w Los Angeles 1984 i srebro w Seulu 1988 w kategorii 52 kg.
Najlepszym jego wynikiem na mistrzostwach świata było drugie miejsce w 1981, był również trzeci w 1986. W 1986 triumfował na igrzyskach azjatyckich. Pierwszy w Pucharze Świata w 1982 roku.